# حنوت تاوي
حنوت تاوي ("سيدة الأرضين") أميرة مصرية قديمة من الأسرة التاسعة عشرة .

## سيرة شخصية
كانت حنوت تاوي ابنة الفرعون رمسيس الثاني من زوجته الملكية العظيمة نفرتاري وهي أخت غير شقيقة لـ مرنبتاح.  وهي السابعة في قوائم بنات رمسيس الثاني والثانية من ابنتين من المؤكد أن والدتهم كانت نفرتاري.
يقف تمثالها في معبد أبو سمبل الصغير ، الذي بني لنفرتاري. تم التعرف على أطفال نفرتاري على أساس هذا المعبد: الأمراء أمونهيرخيبشيف ، باريوينيميف ، ميريري وميري أتوم والأميرات ميريت آمون وحنوت تاوي. ومع ذلك لا تتواجد على واجهة معبد أبو سمبل الكبير حيث يتواجد أول ولدين وبناته الستة الكبريات ، إلى جانب نفرتاري والملكة تويا .

## مقبرتها
مقبرتها في وادي الملكات، مقبرة 73 ليست بعيدة عن مقابر أفراد آخرين من عائلة رمسيس (QV68 -QV71)؛ وهي تقع بين مقابر أختها الكبرى غير الشقيقة بنت عنتا وملكة الأسرة العشرين دوات نتوبت (QV74). يظل QV73 مغلقًا أمام الزوار بسبب العديد من العيوب والمخاوف الهيكلية المتعلقة بالمفاصل المفتوحة وإمالة سطح السرير.
ربما تم نحت المقبرة لأميرة عامة وبعد وفاة حنوت تاوي تم تعديلها خصيصًا لها. في بعض مناطق المقبرة تكون الخراطيش فارغة، ولكن في حجرة الدفن الرئيسية تم تسجيل آثار باهتة لاسمها. تتكون المقبرة من حجرة دفن ذات عمودين وغرفتين جانبيتين. وتشبه الزخارف تلك الموجودة في مقبرة نفرتاري. 